# Jesperi Kotkaniemi
Jesperi Kotkaniemi (né le 6 juillet 2000 à Pori en Finlande) est un joueur professionnel finlandais de hockey sur glace. Il évolue au poste de centre. Son père Mikael et son frère Kasperi sont également joueurs de hockey sur glace.

## Biographie
Il commence sa carrière professionnelle avec le club de hockey Porin Ässät dans la Liiga en 2017-2018. Il termine la saison avec une récolte de 29 points en 57 matchs, dont 10 buts.
Le 22 juin 2018, il est sélectionné par les Canadiens de Montréal au troisième rang lors du repêchage d'entrée dans la LNH 2018. Le 1er juillet 2018, il signe un contrat de trois ans à Montréal. Il est le premier joueur né dans les années 2000 à jouer dans la LNH. Le 3 octobre 2018, il marque son premier point à son premier match dans la LNH contre les Maple Leafs de Toronto sur un but de Andrew Shaw. Le 1er novembre 2018, il marque ses deux premiers buts dans la LNH contre les Capitals de Washington. En 2021, à l'âge de 21 ans, le jeune homme se fait prendre par les Hurricanes de la Caroline et signe un contrat de 6,1 millions de dollars par an, pour aller jouer avec ces derniers dans la LNH.

## Statistiques

### En club
| Saison     | Équipe                    | Ligue          |     | Saison régulière | Saison régulière | Saison régulière | Saison régulière | Saison régulière |    | Séries éliminatoires | Séries éliminatoires | Séries éliminatoires | Séries éliminatoires | Séries éliminatoires |
| Saison     | Équipe                    | Ligue          | PJ  | B                | A                | Pts              | Pun              | PJ               | B  | A                    | Pts                  | Pun                  |                      |                      |
| 2015-2016  | Porin Ässät U20           | Jr. A SM-Liiga | 23  | 5                | 10               | 15               | 12               | -                | -  | -                    | -                    | -                    |                      |                      |
| 2016-2017  | Porin Ässät U20           | Jr. A SM-Liiga | 17  | 9                | 6                | 15               | 18               | 7                | 4  | 1                    | 5                    | 0                    |                      |                      |
| 2017-2018  | Porin Ässät               | Liiga          | 57  | 10               | 19               | 29               | 20               | 7                | 0  | 1                    | 1                    | 6                    |                      |                      |
| 2018-2019  | Canadiens de Montréal     | LNH            | 79  | 11               | 23               | 34               | 26               | -                | -  | -                    | -                    | -                    |                      |                      |
| 2019-2020  | Rocket de Laval           | LAH            | 13  | 1                | 12               | 13               | 16               | -                | -  | -                    | -                    | -                    |                      |                      |
| 2019-2020  | Canadiens de Montréal     | LNH            | 36  | 6                | 2                | 8                | 23               | 10               | 4  | 0                    | 4                    | 23                   |                      |                      |
| 2020-2021  | Porin Ässät               | Liiga          | 10  | 2                | 6                | 8                | 8                | -                | -  | -                    | -                    | -                    |                      |                      |
| 2020-2021  | Canadiens de Montréal     | LNH            | 56  | 5                | 15               | 20               | 12               | 19               | 5  | 3                    | 8                    | 14                   |                      |                      |
| 2021-2022  | Hurricanes de la Caroline | LNH            | 66  | 12               | 17               | 29               | 37               | 14               | 0  | 2                    | 2                    | 2                    |                      |                      |
| 2022-2023  | Hurricanes de la Caroline | LNH            | 82  | 18               | 25               | 43               | 50               | 15               | 3  | 4                    | 7                    | 8                    |                      |                      |
| 2023-2024  | Hurricanes de la Caroline | LNH            | 79  | 12               | 15               | 27               | 36               | 11               | 0  | 1                    | 1                    | 4                    |                      |                      |
| Totaux LNH | Totaux LNH                | Totaux LNH     | 398 | 64               | 97               | 161              | 184              | 69               | 12 | 10                   | 22                   | 51                   |                      |                      |

### En équipe nationale
| Année | Équipe       | Compétition                  |   | PJ | B | A | Pts | Pun               |  | Résultat |
| 2017  | Finlande U18 | Championnat du monde -18 ans | 7 | 1  | 5 | 6 | 0   | Médaille d'argent |  |          |
| 2018  | Finlande U18 | Championnat du monde -18 ans | 7 | 3  | 6 | 9 | 37  | Médaille d'or     |  |          |